# ハーマン・フェッシュバッハ
ハーマン・フェッシュバッハ（Herman Feshbach, 1917年2月2日 - 2000年12月22日）は、アメリカ合衆国の物理学者である。マサチューセッツ工科大学物理学科名誉教授。フェッシュバッハ共鳴の研究で知られる。また、1953年にフィリップ・モースとともに書いた著書Methods of Theoretical Physicsが有名である。
ニューヨーク出身。ニューヨーク市立大学シティカレッジ卒業、1942年マサチューセッツ工科大学から物理学のPH.D.取得。
1980年から1981年までアメリカ芸術科学アカデミーの会長、1982年から1986年までアメリカ物理学会の会長を務めた。
2000年12月、ケンブリッジのユービル病院で心不全のため83歳で死去。

## 受賞歴
- 1973年 トム・W・ボナー原子核物理学賞
- 1986年 アメリカ国家科学賞